# Sarah Andersen
Sarah Andersen er en dansk sygeplejerske og politiker, der er medlem af regionsrådet i Region Syddanmark og af Varde Byråd, valgt for Venstre.
Sarah Andersen er uddannet neurologisk sygeplejerske og arbejder på Sydvestjysk Sygehus i Esbjerg.
Hun har været medlem af Varde Byråd siden kommunalvalget 2017 og medlem af regionsrådet i Syddanmark siden regionsrådsvalget 2021. Her er hun næstformand for sundhedsudvalget.
I februar 2025 blev hun valgt som Venstres borgmesterkandidat i Varde til valget i november samme år.